# Hervormde kerk nummer 11
Kerk nummer 11 is een in 1883 gebouwde zaalkerk in de Drentse plaats Valthermond. De kerk werd in 1925 voorzien van een toren.

## Beschrijving

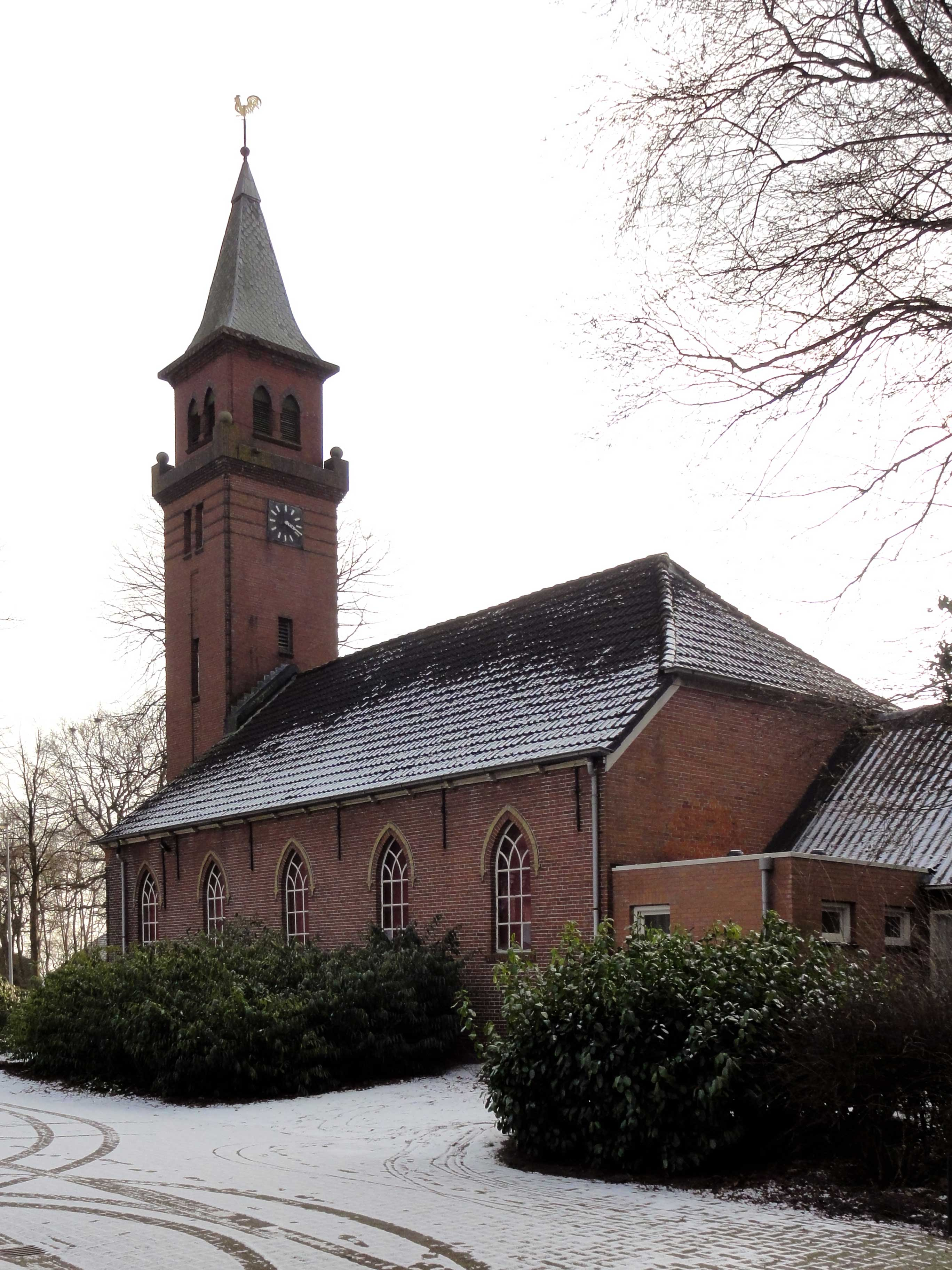
De kerk gezien vanaf de achterzijde

De voormalige hervormde kerk werd in 1883 gebouwd in de tijd van de vervening van het gebied rond Valthermond. De naam van de kerk is ontleend aan de nummering van de veenplaatsen, die in de tijd van de vervening werd gehanteerd. Het gebouw was een in sobere stijl gebouwde eenvoudige zaalkerk. In 1925 schonk de familie Hadders een bedrag aan de kerk om het gebouw te voorzien van een kerktoren. De opdracht om deze toren te ontwerpen werd gegeven aan de Musselkanaalster architect Albertus Harmannus Kleinenberg. Deze ontwierp de toren in de zogenaamde interbellumarchitectuur, waarbij hij gebruik maakte van elementen die verwezen naar kastelen die in de middeleeuwen werden gebouwd. De tegelijkertijd geschonken luidklok is in 1942 geroofd door de Duitsers tijdens de Tweede Wereldoorlog. In 1959 werd er een nieuwe luidklok in de toren gehangen.
De zaalkerk bezit aan beide zijgevels vijf spitsboogvensters met staafankers tussen de vensters. De toren bevindt zich aan de zuidoostelijke zijde. De toren is voorzien van een brede trans met op de hoeken pijlers met bollen als decoratieve elementen. Boven de trans bevinden zich aan elke zijde twee galmgaten en daarboven een ingesnoerde torenspits met een weerhaan. Direct onder de torentrans bevindt zich aan twee zijden een uurwerk. Aan de beide andere zijden bevinden zich ter hoogte van het uurwerk twee vensters.De toren is verder ruim voorzien van siermetselwerk zowel aan de randen als in het verdiepte middenvlak. Ter weerszijden van de toren is een aanbouw onder een lessenaarsdak. Beneden in de toren bevindt zich de entree naar de kerk in een vooruitstekend portiek onder een zadeldak. Een stoep met vier treden leidt naar het portiek. Naast de stoep twee zuilen met dezelfde bolvormige elementen ter decoratie als op de torentrans.
Het kerkgebouw is erkend als provinciaal monument vanwege onder meer de cultuurhistorische, de architectuurhistorische en de stedenbouwkundige waarde. Het gebouw is een combinatie van de sobere architectuur op het einde van de 19e eeuw en van de uitbundige vormgeving in het interbellum, de periode tussen de beide wereldoorlogen in de 20e eeuw. Het is een beeldbepalend bouwwerk in de lintbebouwing langs een niet gedempt gedeelte van een van de Drentse Monden, een zijkanaal van het Stadskanaal. Ook het tamelijk gave karakter en de mate van zeldzaamheid speelden een rol bij de aanwijzing tot provinciaal monument.

## Nieuwe bestemming
Het gebouw is niet meer in gebruik bij de kerkelijke gemeente. Sinds 2006 wordt het gebouw gebruikt als cultureel centrum onder de naam "Cultureel Centrum nr. 11".